# Andrei Moldovan
Andrei Moldovan (n. 3 iulie 1885, Apold, comitatul Târnava Mare – d. 14 martie 1963, Detroit) a fost un cleric ortodox român, care a îndeplinit demnitatea de episcop ortodox al românilor din SUA și Canada (1950-1963), cu sediul la Detroit.